# アドテクノス
アドテクノス（AD TECHNOS）は、日本のボードゲームメーカー。1980年代にボード・ウォー・シミュレーションゲームを出版していた。
バンダイのウォー・シミュレーションゲームをデザインしてきた広告デザインチームが独立したメーカーであり、独立当初は朝日出版社からシミュレーションゲームブックスという書籍販売形式のシリーズを6冊出版していた。
その後、日本のメーカーとしては珍しく、ナポレオニックゲームを4作、古代戦ゲームも出版、また海外を含めても希少なルネサンス期のラヴェンナの戦いも出版している。また、ツクダホビーなどの他社製品にもゲームデザインとして積極的に携わっている。
倒産時には株式会社ランダムに版権の一切を譲渡した。
2003年4月8日に株式会社シミュレーションジャーナルが株式会社ランダムより版権譲渡。権利関係が複雑なものもあるが、同社のゲームジャーナル誌から徐々に再発売されている。

## ゲームリスト
- オペレーションウィンターストーム（Operation Winter Storm）
  - ※1986年、清水貞樹
- ノルマンディー上陸作戦（1984年）
- ナポレオン　モスクワへ（1984年）
- ドイツ装甲師団長（1984年）
- はしれパットン（The Fighting General Patton）（1985年）
- ラヴェンナの戦い（1985年）
- 戦国合戦絵巻（1985年）
- ナポレオン帝国の崩壊（1985年）
- 幻の八八艦隊（1985年）
- アレキサンダーズ・トライアンフ（1986年）
- アウステルリッツの太陽（1987年）
- バウツェンの戦い（1987年）
- ビジネスウォー ｰ逆説 日米経済摩擦ｰ

SDFシリーズ
- 第七機甲師団（1987年）
- 北部方面隊
- 第5師団

レッドサン ブラッククロスシリーズ
- レッドサン ブラッククロス（1985年）
- リターン・トゥ・ヨーロッパ
- 海上護衛戦 (ESCORT FLEET, 1986)

レッドサンブラッククロスのエキスパンションゲーム。単独でプレイ可能なシナリオ４本、連結シナリオ３本
北海道共和国シリーズ
- 北海道共和国

仮想戦設定の箱館戦争
- オペレーションレインボ－　-ニイタカヤマノボレ-

北海道共和国後の歴史設定による、アメリカが日本領ハワイを攻撃する太平洋戦争

### スポーツ＆アドベンチャーゲームシリーズ
- ウインドサーフィン・ゲーム
- ハンググライダー・ゲーム
- ヘリボーンタクティクス（1987年）
- モンスタータンク

## 朝日出版社からの出版分（シミュレーションゲームブックシリーズ）
- アルデンヌの霧
- アレクサンドロスの遺産
- 異聞関ヶ原 家康最大の敗北
- 東部戦線 冬季戦41～42（第2次世界大戦のモスクワ攻防戦（1983年））
- 壬申の乱（1983年）
- アフリカンギャンビット
- シミュレーションゲームブックセレクト グランドキャンペーン（上記6作品を1つにしたもの)

## ゲームジャーナルから再発売分
- はしれパットン（4作の内、バストーニュとプラハのみ）　5号
- 壬申の乱　12号
- 東部戦線 冬季戦41～42　22号
- アフリカンギャンビット　27号
- アウステルリッツの太陽　33号
- ドイツ装甲師団長2（オリジナルのままでなく改訂版）　43号
- アレクサンドロスの遺産　54号

## デザイナー
- 佐藤大輔
- 福田誠
- 加藤伸郎
- 高梨俊一
- 越田一郎